# Archostemata
Archostemata (Grieks: ... ) zijn een onderorde van de kevers (Coleoptera). De onderorde bevat de primitiefste nog levende kevers.
Ze worden gekenmerkt door draad- of kralensnoervormige antennes en een vaak nog zichtbare venentekening op de elytra.

## Taxonomie
De onderorde is als volgt onderverdeeld:
- Familie Crowsoniellidae Iablokoff-Khnzorian, 1983[3]
- Familie Cupedidae Laporte, 1836[4]
  - Onderfamilie Priacminae Crowson, 1962
  - Onderfamilie Mesocupedinae Ponomarenko, 1969  †
  - Onderfamilie Cupedinae Laporte, 1836
- Familie Micromalthidae Barber, 1913[5]
- Familie Ommatidae Sharp and Muir, 1912[6]
  - Onderfamilie Brochocoleinae Hong, 1982  †
  - Onderfamilie Tetraphalerinae Crowson, 1962
  - Onderfamilie Ommatinae Sharp and Muir, 1912
    - Tribus Lithocupedini Ponomarenko, 1969  †
    - Tribus Notocupedini Ponomarenko, 1966  †
    - Tribus Ommatini Sharp and Muir, 1912
- Familie Jurodidae Ponomarenko, 1985[7]
- Familie Triadocupedidae Ponomarenko, 1966  †
- Familie Magnocoleidae Hong, 1998  †
- Familie Obrieniidae Zherikhin and Gratshev, 1994  †
  - Onderfamilie Kararhynchinae Zherikhin and Gratshev, 1994  †
    - Tribus Kararhynchini Zherikhin and Gratshev, 1994  †
    - Tribus Kenderlykaini Legalov, 2009  †

  - Onderfamilie Obrieniinae Zherikhin and Gratshev, 1994  †